# Hilberling
Hilberling ist ein deutscher Hersteller von hochfrequenztechnischen Geräten. Das Unternehmen hat seinen Sitz in der Heinrich-Hertz-Straße in Schacht-Audorf (Schleswig-Holstein). Das hochfrequenztechnische Entwicklungslabor Hans Hilberling wurde 1988 in Osterrönfeld gegründet und 1993 in die Hilberling GmbH mit Sitz in Rendsburg umgewandelt.
Hilberling entwickelt, fertigt und vertreibt hauptsächlich professionelle Hochfrequenzgeräte. Dazu gehören HF-Generatoren, insbesondere für Beschriftungs-Laser, außerdem Leistungsnetzgeräte sowie HF-Leistungsverstärker für diverse Frequenzbänder im Bereich von etwa 30 MHz bis 3 GHz.

## Geschichte
Der Firmengründer Hans Hilberling leitet nicht nur die Firma, sondern ist auch deren Chefentwickler. Er wurde in Holstein geboren und war zunächst nach Ausbildung und Studium als Entwicklungsingenieur tätig, unter anderem entwickelte er Funknachrichtengeräte für militärischen Transportflugzeuge vom Typ Transall. Danach war er bei Hagenuk mit der Entwicklung von Seefunkanlagen für die Bundesmarine sowie von Schnurlostelefonen betraut.
Am 1. Juni 1988 gründete Hilberling die Firma. Nachdem zunächst seine Garage als provisorisches Labor diente, bezog er 1991 zusammen mit acht Mitarbeitern ein Gebäude in Rendsburg. Bis 1996 stieg die Mitarbeiteranzahl auf zwanzig.
Im Jahr 2015, mit inzwischen 30 Mitarbeitern, erfolgte die Grundsteinlegung für einen Neubau im Gewerbegebiet im benachbarten Schacht-Audorf, wohin die Firma 2016 umzog.

## Amateurfunktechnik

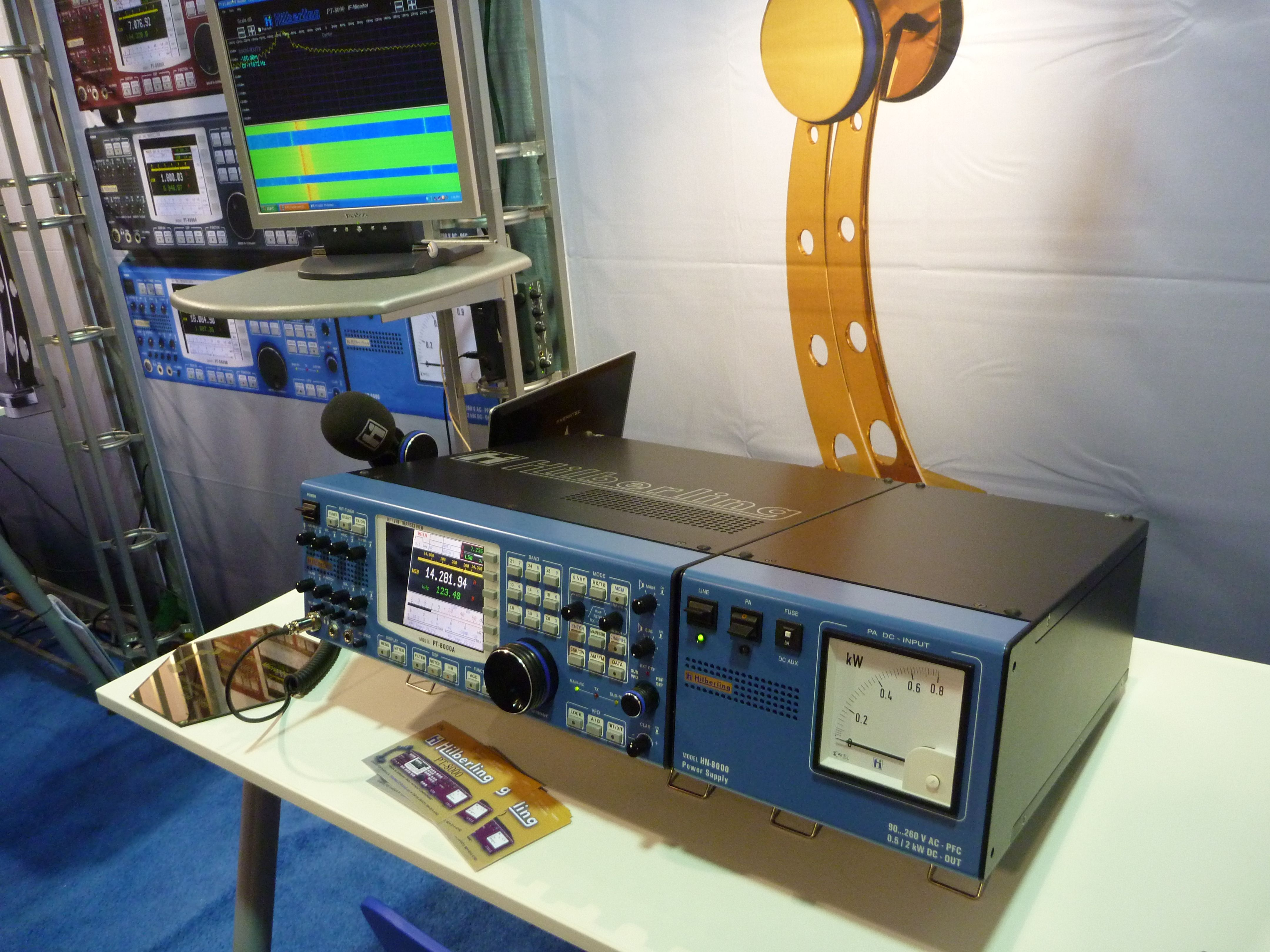
Amateurfunk-Sendeempfänger PT-8000A mit Netzteil (rechts)

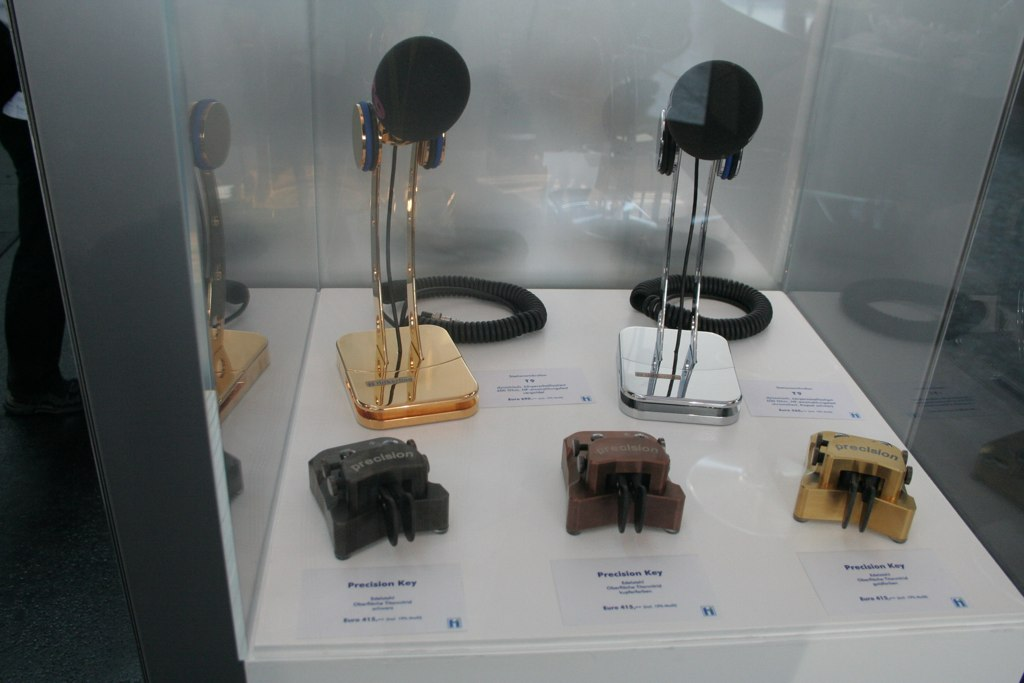
Mikrofone und Morse-Paddles zu sehen auf der Ham Radio 2010 in Friedrichshafen

Das Geschäftsfeld der professionellen Hochfrequenztechnik und Hochfrequenzmesstechnik stellt die Grundlage der Geschäftstätigkeit dar. Ab 2008 kam das Gebiet der Amateurfunktechnik hinzu.
Der Chef interessiert sich nach eigenen Worten seit frühester Jugend für die Funktechnik: „Als andere Kinder in der Sandkiste gespielt haben, habe ich mich für ausgemusterte Radios interessiert.“ Hans Hilberling ist seit 1972 lizenzierter Funkamateur mit dem Rufzeichen DK7LG. Dies führte dazu, dass sich auf seine Anregung hin Hilberling über die professionelle Hochfrequenztechnik hinaus auch der Amateurfunktechnik widmete. Heute ist sie einziger deutscher Amateurfunkhersteller.
Bekannt wurde der Sendeempfänger PT-8000A. Er überstreicht die Amateurfunkbänder 160 m bis 2 m und kam 2010 auf den Markt. Außerdem gibt es seit 2016 einen optionalen Leistungsverstärker HPA-8000B, der den Frequenzbereich von 1,8 MHz bis 70 MHz abdeckt. Hilberling hat auch Stationsmikrofone und Morsetasten in seinem Sortiment.